# Rhodopis
Dit Grieks-Egyptische verhaal, waar de hoofdpersoon de naam Rhodopis (Grieks: 'Ροδωπις) draagt, wordt beschouwd als de oudste versie van het beroemde verhaal over Assepoester. Het sprookje werd voor het eerst opgetekend door de Griekse geschiedschrijver Strabo in de eerste eeuw voor Christus.

## Het verhaal

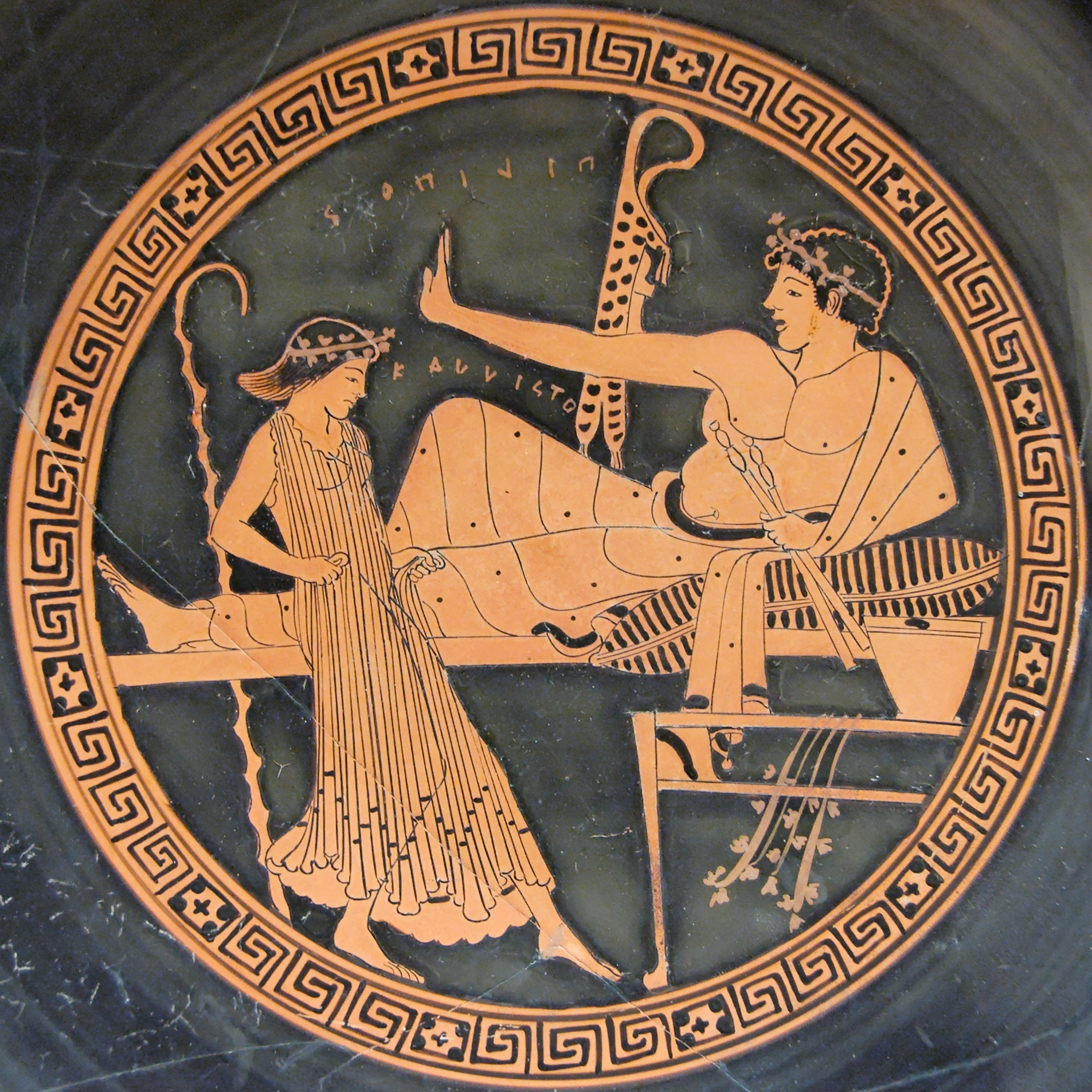
Dansende slavin, ca. 490-480 voor Chr.

Rhodopis werkt als slavin voor een Egyptische meester. Haar oudere meester slaapt meestal en merkt niet dat ze erg wreed wordt behandeld door de andere meisjes. Omdat Rhodopis blank is en van ver komt, wordt ze erg gepest. Als de meester haar alleen ziet dansen, geeft hij haar twee slippers. De andere meisjes behandelen Rhodopis nu nog slechter. Op een dag nodigt farao Ahmose de mensen van Egypte uit voor een feest in Memphis. De andere meisjes geven Rhodopis nog veel werk te doen, zodat ze niet naar het feest kan gaan.
Als Rhodopis kleren wast in de rivier worden haar slippers nat en ze legt ze te drogen in de zon. De valk Horus komt neer en pakt een van de slippers en vliegt ermee weg. Rhodopis doet de andere slipper onder haar kleding. Tijdens het feest in Memphis laat de valk de slipper in de schoot van de farao vallen. De farao herkent een teken van Horus en laat alle meisjes van zijn rijk de slipper passen. Hij zal trouwen met het meisje dat deze slipper past. De farao zoekt naar het meisje en komt in het huis waar Rhodopis werkt terecht.
Rhodopis verstopt zich als ze de farao ziet, maar ze is al gezien. Hij laat haar de slipper passen en ze doet hem aan haar voet. Rhodopis pakt dan de andere slipper en de farao maakt duidelijk dat hij met haar trouwen wil.
Aesopus wordt genoemd in dit verhaal.

## Assepoester
De bekendste versie van Assepoester stamt uit 1697 en is afkomstig uit de bundel Sprookjes van moeder de gans van de Franse schrijver Charles Perrault. Deze versie was weer gebaseerd op een literair sprookje door Giambattista Basile (La Gatta cenerentola, 1634).
Een andere bekende versie, waarin het meisje Aschenputtel wordt genoemd, is gepubliceerd door de Duitse gebroeders Grimm in de 19e eeuw. Het staat in hun Kinder- und Hausmärchen als nummer KHM21.